# 鹿児島運輸支局
鹿児島運輸支局（かごしまうんゆしきょく）は国土交通省九州運輸局の地方支分部局の一つで、45都道府県にある運輸支局のひとつ。
海事部門を担当する本庁舎と、陸運部門を担当する谷山港庁舎があり、陸運部門については離島での利便性を確保するため奄美自動車検査登録事務所が設けられている。
なお、奄美自動車検査登録事務所は2014年9月30日までは大島自動車検査登録事務所の名称であったが、同年11月17日からの「奄美」ナンバー（ご当地ナンバー）の交付開始に伴い、同年10月1日から現在の名称に改められた。

## 所在地
- 本庁舎：鹿児島県鹿児島市浜町2-5-1　鹿児島港湾合同庁舎
- 谷山港庁舎：鹿児島県鹿児島市谷山港2-4-1
- 奄美自動車検査登録事務所：鹿児島県奄美市名瀬和光町12-1

## 管轄区域

### 陸運部門
- 谷山港庁舎：奄美自動車検査登録事務所管轄区域を除く鹿児島県全域
  - ここで交付されるナンバープレートは「鹿児島」ナンバーとなる。
- 奄美自動車検査登録事務所：鹿児島県奄美群島（奄美市、大島郡）
  - ここで交付されるナンバープレートは「奄美」ナンバー（ご当地ナンバー）となる。
  - 2014年9月30日までは名称が「大島自動車検査登録事務所」だったが、同年10月1日付で名称変更した。また、10月16日までは「鹿児島」ナンバーを交付していたが、翌17日のご当地ナンバー交付開始の際「管轄全区域が奄美ナンバー対象区域」となった為、当検査登録事務所での「鹿児島ナンバー」の交付は終了した。
- 1988年以前に交付されていたナンバープレートは「鹿」ナンバーであった。

### 海事部門
- 本庁舎：鹿児島県全域